# 정녀
《정녀》는 이철향(李哲鄕)의 작품이자 1976년 10월에 방송된 일일 연속극이다. MBC 라디오에서 모집한 사랑의 수기를 다큐멘터리 수법으로 극화한 드라마다.

## 내용
대학교에 다니던 정녀는 악성 피부병을 치료하기 위하여 약수가 좋다는 진도 근처의 작은 진달래 섬으로 내려와, 위가 좋지 않아 먼저 휴양와 있던 남자 대학생 강국을 만난다.
외로운 섬 생활을 계속하는 동안 두 사람은 깊은 사랑에 빠진다. 후에 두 사람은 모두 건강이 회복되어 서울로 올라와서 정녀의 부모에게 결혼을 신청한다. 그러나 특별한 이유도 없이 정녀의 부모는 두 사람의 결혼을 극구 반대하고 난선다. 끝내는 정녀를 어디론가 감춰버리기까지 한다.
강국은 정녀를 찾아 헤매다가 과로로 쓰러지고 만다. 그리고 병원에서 위암의 진단을 받는다. 시한부 인생이 되어버린 강국의 간절한 요청 때문에 모든 비밀이 밝혀진다. 정녀는 양성 나병환자였던 것이다.

## 감상
현실은 드라마보다도 더 드라마틱하다는 얘기가 있는 것처럼 사실에서 취재한 사랑의 이야기는 그렇게 눈물겨울 수가 없다. 한국방송이 픽션물에서 어떤 벽에 부딪친 느낌이 드는 때 다큐멘터리에서 활로를 찾아 보려 했다는 시도는 높이 평가할 만하다.